# 대한민국 민법 제241조
대한민국 민법 제241조는 토지의 심굴(深掘) 금지 등에 대한 민법 소유권 조문이다. 2022년 12월 13일에 법률 제19069호로 일부개정되어 시행되었다. 이 조문의 심굴은 땅을 깊게 판다는 의미를 지녔지만 국어사전을 찾아도 뜻이 나오지 않는다.

## 조문
제241조(토지의 심굴금지) 토지소유자는 인접지의 지반이 붕괴할 정도로 자기의 토지를 심굴하지 못한다. 그러나 충분한 방어공사를 한 때에는 그러하지 아니하다.

第241條(土地의 深掘禁止) 土地所有者는 隣接地의 地盤이 崩壞할 程度로 自己의 土地를 深掘하지 못한다. 그러나 充分한 防禦工事를 한 때에는 그러하지 아니하다.